# Estação Nuevo Circo
A Estação Nuevo Circo é uma das estações do Metrô de Caracas, situada no município de Libertador, entre a Estação Teatros e a Estação Parque Central. Administrada pela C. A. Metro de Caracas, faz parte da Linha 4.
Foi inaugurada em 18 de julho de 2006. Localiza-se no cruzamento da Avenida Lecuna com a Avenida Sur 9. Atende as paróquias de La Vega e de San Agustín.